# Чалисов, Иосиф Александрович
Иосиф Александрович Чалисов (28 марта 1906, Таганрог, область Войска Донского — 5 ноября 1995, Санкт-Петербург) — советский учёный-медик, патологоанатом, судмедэксперт, педагог. Полковник медицинской службы. Кандидат медицинских наук (1938).

## Биография
Родился 16 (29) марта 1906 года в Таганроге (ныне Ростовская область) в еврейской семье. Сын присяжного поверенного, потомственного почётного гражданина Александра Иосифовича (Осиповича) Чалисова, выпускника юридического факультета Санкт-Петербургского университета. Семья жила в доме № 100 по Александровской улице в Таганроге, которым владела мать учёного Анна Иосифовна Данцигер. Отцу учёного также принадлежал дом № 19 в Итальянском переулке. Брат — психиатр Михаил Александрович Чалисов, сестра Лидия (1896).
В 1923 году окончил Таганрогский медицинский техникум, в 1928 — медицинский факультет Ростовского университета.
В 1928—1932 работал прозектором Шахтинской городской больницы и окружным судмедэкспертом, в 1932—1933 — прозектор, ассистент Всеукраинской психоневрологической академии в Харькове.
С 1934 по 1969 год служил в РККА, в 1934—1953 годах — в должности начальника закрытого патологоанатомического отдела по изучению инфекционных болезней. В 1938 году защитил кандидатскую диссертацию по проблеме влияния антибиотиков на различные ткани организма. Член ВКП(б) с 1943 года.
В 1941—1945 выполнял спецзадания Главного военно-медицинского управления РККА, в том числе, по бактериологической защите.
В 1953—1955 — старший научный сотрудник кафедры патанатомии ЛВМА, в 1955—1976 годах руководил отделом патанатомии научно-исследовательской лаборатории ВМА, в 1976—1995 заведовал патогистологической лабораторией при кафедре госпитальной хирургии ВМА.
Избирался членом правления Всесоюзного научного общества патологоанатомов (1962), его почётный членом (1979), Председателем правления Ленинградского общества патологоанатомов (1962—1964).
Похоронен на кладбище «Красная горка» МО Колтушское сельское поселение Всеволожского района Ленинградской области.

## Семья
Сын — Юрий (1931), инженер; внучка — Наталья Юрьевна Чалисова (род. 1954), профессор и ведущий научный сотрудник Института восточных культур и античности РГГУ, специалист по классической персидской литературе.
Дочь — Наталья Иосифовна Чалисова (род. 1940), доктор биологических наук, профессор, биохимик и нейроэндокринолог.

## Научный деятельность
Учёный экспериментатор и методист.
Одним из первых в СССР исследовал действие живых вакцин на человека и влияние антибиотиков на ткани организма. Разрабатывал патологоанатомическую диагностику острых инфекционных болезней.
Автор более 200 научных работ, в том числе 92 закрытых, 7 монографий и 3 учебных руководств.
Педагог. Под его руководством выполнено 2 докторских и 7 кандидатских диссертаций.

### Избранные труды
- Справочник по патологоанатомической диагностике острых инфекций. М.-Л., 1938;
- Патолого-анатомическая диагностика некоторых инфекционных болезней человека, 1964;
- Руководство по секционному курсу: Учебник. Медицина, 1976 (в соавт.);
- Руководство по патологоанатомической диагностике важнейших инфекционных заболеваний человека. Л., 1968; 1980 (в соавт.).

## Награды
- Сталинская премия третьей степени (1943) — за изобретение нового медицинского препарата
- два ордена Ленина (10.6.1942; 30.12.1956)
- орден Красного Знамени (19.11.1951)
- орден Красной Звезды (5.11.1946)
- орден Отечественной войны II степени (10.10.1945)
- орден Отечественной войны I степени (1985)
- медаль «За боевые заслуги» (3.11.1944)